# Patton, generale d'acciaio
Patton, generale d'acciaio (Patton) è un film del 1970 diretto da Franklin J. Schaffner.
Si tratta di un film biografico sulla figura del generale dell'esercito degli Stati Uniti d'America George S. Patton durante la seconda guerra mondiale. Il cast annovera attori quali George C. Scott, Karl Malden, Michael Bates e Karl Michael Vogler. Soggetto e sceneggiatura furono scritti da Francis Ford Coppola e Edmund H. North, che basarono il loro copione sulla biografia Patton: Ordeal and Triumph di Ladislas Farago e sul libro di memorie del Gen. Omar Bradley Soldier's Story.
Il monologo iniziale, dove George C. Scott nelle vesti del generale Patton fa un discorso alle truppe con un'enorme bandiera a stelle e strisce sullo sfondo, è diventata un'immagine iconica spesso citata in altri film.
Il film si aggiudicò sette premi Oscar. George C. Scott rifiutò il premio assegnatogli in segno di protesta contro l'Academy, definita dallo stesso attore «un'inutile esposizione di carne umana fine a se stessa».
Nel 2003 è stato scelto per la preservazione nel National Film Registry dalla Biblioteca del Congresso degli Stati Uniti, essendo "un'opera significativa dal punto di vista culturale, storico ed estetico".
Nel 1998 l'American Film Institute l'ha inserito all'ottantanovesimo posto della classifica dei migliori cento film statunitensi di tutti i tempi.

## Trama
1943: il generale George S. Patton tiene un discorso d'incoraggiamento alla Terza Armata dell'esercito statunitense. Patton si sposta quindi in Nord Africa, dove si appresta a occuparsi del demoralizzato Secondo Corpo d'Armata Americano di stanza in Africa dopo l'umiliante sconfitta patita nella Battaglia del passo di Kasserine. Dopo aver infuso disciplina ai suoi soldati, li guida alla vittoria nel corso della Battaglia di El Guettar, anche se rimane amareggiato dal fatto che il Feldmaresciallo Erwin Rommel, per il quale prova un grande rispetto come uomo e avversario, non fosse presente alla contesa. L'aiutante di Patton, il capitano Jenson, resta ucciso durante la battaglia e viene rimpiazzato dal colonnello Codman, il quale assicura a Patton che, anche se Rommel era assente, il fatto di avere sconfitto i suoi piani di guerra può considerarsi come una vittoria sullo stesso Rommel.
Patton crede nella reincarnazione, pur rimanendo un devoto cristiano. A un certo punto, durante la Campagna d'Africa, porta il suo staff sul sito dell'antica Battaglia di Zama (in realtà la scena venne girata a Volubilis, città romana e sito Unesco in Marocco). Lì Patton inizia a raccontare dettagli della stessa, insistendo con il suo secondo in comando, il generale Omar Bradley, che egli stesso era presente di persona all'epoca della battaglia.
Quando il Nord Africa è messo in sicurezza, Patton viene coinvolto nelle operazioni militari in Europa riguardanti l'invasione della Sicilia. La sua proposta di far sbarcare la Settima Armata nel nord-ovest dell'isola viene respinta in favore di un maggiormente cauto piano ideato dal generale britannico Bernard Law Montgomery, attraverso il quale le armate britanniche e statunitensi si sarebbero ricongiunte avanzando insieme partendo dal sud-est della Sicilia. Frustrato dai lenti progressi della campagna, Patton disobbedisce agli ordini, raggiungendo con le sue truppe la città di Palermo e battendo sul tempo Montgomery nel conquistare il porto di Messina. Tuttavia, l'aggressività di Patton viene vista con crescente disappunto dai suoi subordinati Bradley e Truscott ed egli viene sollevato dal comando per aver schiaffeggiato e minacciato di uccidere, in un ospedale militare, un soldato ricoverato per problemi nervosi, che egli riteneva un codardo.
A causa di questo incidente e della sua tendenza a parlare troppo apertamente con la stampa, viene messo da parte durante la fondamentale operazione dello sbarco in Normandia durante il D-Day, venendo posto al comando del fittizio First United States Army Group nel sud-est dell'Inghilterra. Nel frattempo, il generale tedesco Alfred Jodl è comunque convinto che Patton sarà posto alla guida dell'invasione dell'Europa da parte delle truppe alleate.
Temendo di sfuggire al suo destino, Patton supplica il suo ex sottoposto, il generale Omar Bradley, di dargli un incarico importante sul campo di battaglia prima della fine della guerra. Gli viene concesso di comandare la Terza Armata e Patton si distingue avanzando velocemente nella Francia occupata fino a quando i carri armati sono costretti a fermarsi a causa della mancanza di carburante. Successivamente libera la città di Bastogne dall'assedio delle truppe naziste. Sfonda quindi la Linea Sigfrido dirigendosi verso la Germania stessa.
Dopo la capitolazione della Germania, Patton insulta gli ufficiali sovietici durante le celebrazioni, venendo a sua volta insultato. Alla fine, le esternazioni di Patton gli causano nuovamente la rimozione dall'incarico di comandante.
Patton, ormai a riposo e spogliato di ogni carica attiva, porta a spasso il suo cane.

## Produzione

### Stesura del copione
Era da circa una quindicina d'anni che venivano fatti dei tentativi al fine di ricavare un film dalla vita del generale Patton. Alla fine, gli eredi di Patton furono contattati dai produttori per contribuire alla pellicola. La produzione voleva avere accesso ai diari personali di Patton e ricevere utili informazioni dai membri della sua famiglia. Tuttavia, per pura sfortuna, i produttori contattarono la famiglia il giorno seguente alla morte di Beatrice Ayer Patton, la vedova del generale. Non volendo essere disturbati in occasione del luttuoso evento, gli eredi rifiutarono di collaborare al progetto e di fornire assistenza per la realizzazione dello stesso.
Quindi, gli sceneggiatori Francis Ford Coppola e Edmund H. North scrissero il copione basandosi in larga parte sulla biografia Patton: Ordeal and Triumph di Ladislas Farago e A Soldier's Story di Omar Bradley.
Il generale Omar Bradley servì anche da consulente per il film, anche se non è ben chiaro quanto del suo contributo sia realmente confluito nella stesura finale del copione. Seppur Bradley avesse conosciuto Patton di persona, era però risaputo che i due militari possedevano personalità opposte, e che Bradley disprezzava Patton sia umanamente sia dal punto di vista professionale. Poiché il film venne girato senza aver accesso ai diari personali di Patton, si presume che le osservazioni di Bradley e degli altri militari a lui contemporanei abbiano contribuito a ricostruire i pensieri e le motivazioni del vero Patton.

### Scena iniziale
Patton si apre con la famosa scena del discorso alle truppe dove Scott/Patton arringa la Terza Armata sopra un palco con sullo sfondo una gigantesca bandiera americana. Coppola e North smorzarono i toni delle reali parole utilizzate da Patton nel suo discorso, eliminando certi termini considerati troppo forti o volgari, per non incappare in problemi di censura; per esempio, nel monologo la parola "fornicare" sostituì "scopare" (fucking) dopo una segnalazione da parte del The Saturday Evening Post.
Quando Scott seppe che il discorso avrebbe dato inizio al film, in un primo momento si rifiutò di girare la scena, preoccupato che una scena di così grande impatto avrebbe oscurato il resto della sua performance. Il regista Franklin J. Schaffner dovette assicurargli che la scena del monologo sarebbe stata montata alla fine della pellicola. La scena venne girata sul palcoscenico del teatro Los Alamitos Naval Air Station di Los Alamitos, in California.
Tutte le medaglie e le decorazioni che si vedono sull'uniforme di Patton durante questa scena sono riproduzioni autentiche di quelle realmente indossate dal generale. Tuttavia, Patton non le portò mai tutte insieme sull'uniforme in pubblico come si vede nel film e, soprattutto, non era ancora un generale con quattro stellette all'epoca del discorso. Le pistole con l'impugnatura in avorio che si vedono nella scena erano realmente di Patton, e provengono dal General George S. Patton Memorial Museum.

### Location
Gran parte del film venne girata in Spagna. Una scena, quella dove Patton arriva in auto nei pressi di un'antica città, presumibilmente Cartagine, venne girata nella secolare città romana di Volubilis, in Marocco. Le scene iniziali furono girate nel palazzo reale di Rabat. Le scene ambientate in Africa e Sicilia furono girate nel sud della Spagna (in Almeria), mentre per le scene invernali in Belgio venne utilizzata Segovia (dove la troupe si riversò in massa in tutta fretta appena appresa la notizia che lì era nevicato). Il film fu girato in 70mm. con il formato Dimension 150(c), lenti sferiche, 5 perforazioni.

## Anacronismi
In una scena ambientata nel 1943 compare una mappa dell'Europa con i confini post-bellici. Nella pellicola compaiono frequentemente esemplari della Jeep Willys modello M38, che in realtà è stata prodotta come evoluzione del Modello Willys MB/Ford GPW solo a partire dal 1950.
La principale differenza evidente tra i due modelli è costituita dalla calandra del radiatore, con le 9 feritoie verticali del modello Willys MB/ Ford GPW che diventano 7 nella successiva M38. Ulteriore anacronismo sono i carri armati impiegati nelle riprese. Si tratta infatti di M48 Patton prodotti nel periodo successivo al secondo conflitto mondiale. I bombardieri tedeschi Heinkel 111 che si vedono nel film sono gli esemplari spagnoli CASA 2.111 repliche costruite in Spagna su licenza fino al 1956 e utilizzati nel film dell'anno precedente I lunghi giorni delle aquile.

## Riconoscimenti
- 1971 - Premio Oscar
  - Miglior film a Frank McCarthy
  - Migliore regia a Franklin J. Schaffner
  - Miglior attore protagonista a George C. Scott
  - Migliore sceneggiatura originale a Francis Ford Coppola e Edmund H. North
  - Miglior montaggio a Hugh S. Fowler
  - Migliore scenografia a Urie McCleary, Gil Parrondo, Antonio Mateos e Pierre-Louis Thévenet
  - Miglior sonoro a Douglas O. Williams e Don J. Bassman
  - Candidatura Migliore fotografia a Fred J. Koenekamp
  - Candidatura Migliori effetti speciali a Alex Weldon
  - Candidatura Miglior colonna sonora a Jerry Goldsmith
- 1971 - Golden Globe
  - Miglior attore in un film drammatico a George C. Scott
  - Candidatura Miglior film drammatico
  - Candidatura Migliore regia a Franklin J. Schaffner
- 1971 - Premio BAFTA
  - Miglior attore protagonista a George C. Scott
  - Miglior colonna sonora a Don Hall, Douglas O. Williams e Don J. Bassman
- 1971 - Kansas City Film Critics Circle Award
  - Miglior film
  - Miglior attore protagonista a George C. Scott

- 1970 - National Board of Review Award
  - Miglior film
  - Miglior attore protagonista a George C. Scott
  - Migliori dieci film
- 1970 - New York Film Critics Circle Award
  - Miglior attore protagonista a George C. Scott
- 1971 - American Cinema Editors
  - Miglior montaggio a Hugh S. Fowler
- 1971 - Directors Guild of America
  - Migliore regia a Franklin J. Shaffner, Eli Dunn e José López Rodero (Assistenti Registi)
- 1971 - Writers Guild of America
  - Migliore sceneggiatura a Francis Ford Coppola e Edmund H. North

- 1971 - Laurel Award
  - Miglior film
  - Miglior performance maschile a George C. Scott
  - Migliore fotografia a Fred J. Koenekamp
  - Miglior colonna sonora a Jerry Goldsmith
  - Candidatura Miglior attore non protagonista a Karl Malden
- 1971 - Motion Picture Sound Editors
  - Miglior montaggio sonoro
- 1971 - National Society of Film Critics Award
  - Miglior attore protagonista a George C. Scott

Nel 2003 è stato scelto per la conservazione nel National Film Registry della Biblioteca del Congresso degli Stati Uniti.